# 阿特蘭河
阿特蘭河（緬甸語：အတ္တရံမြစ်），是位於緬甸（大部分河道）和泰國（最上游）的一條河流。在泰國，它通常被稱為卡薩特河。它在毛淡棉市附近滙入較大的吉英河和薩爾溫江。阿特蘭河的主要支流是札米河。阿特蘭河及其支流始於泰緬邊境，沿北西北方向流動。

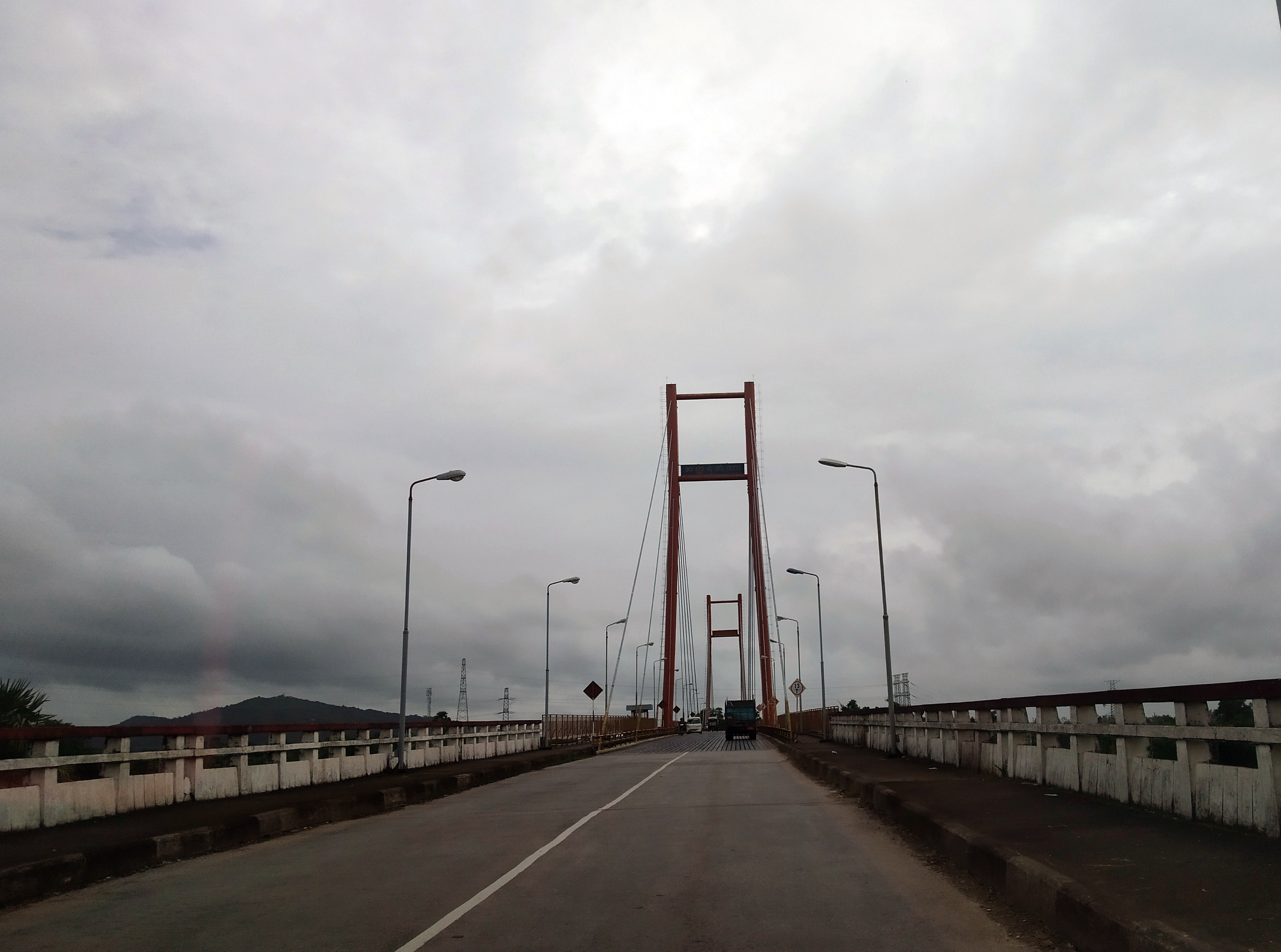
在毛淡棉附近的阿特蘭吊橋

水族箱貿易中有時出現的幾種魚類原產於阿特蘭河盆地，包括斑條沙鰍（Botia kubotai）、高身副雙邊魚（Parambassis pulcinella）和庫氏小德魚（Microdevario kubotai）。